# 新贝尔坎
新贝尔坎（法語：Neuf-Berquin，法語發音：[nœf bɛʁkɛ̃]）是法国上法蘭西大區北部省的一个市镇，位于该省西北部，与旧贝尔坎相邻，属于敦刻尔克区。

## 地理
新贝尔坎（50°39'38"N, 2°40'16"E）面积6.4 平方千米，位于法国上法蘭西大區北部省，该省份为法国最北部的省份及最长的省份，西北濒北海，西接加来海峡省，南至埃纳省和索姆省，东与比利时接壤。
与新贝尔坎接壤的市镇（或旧市镇、城区）包括：勒杜略、旧贝尔坎、埃泰尔、梅维尔。

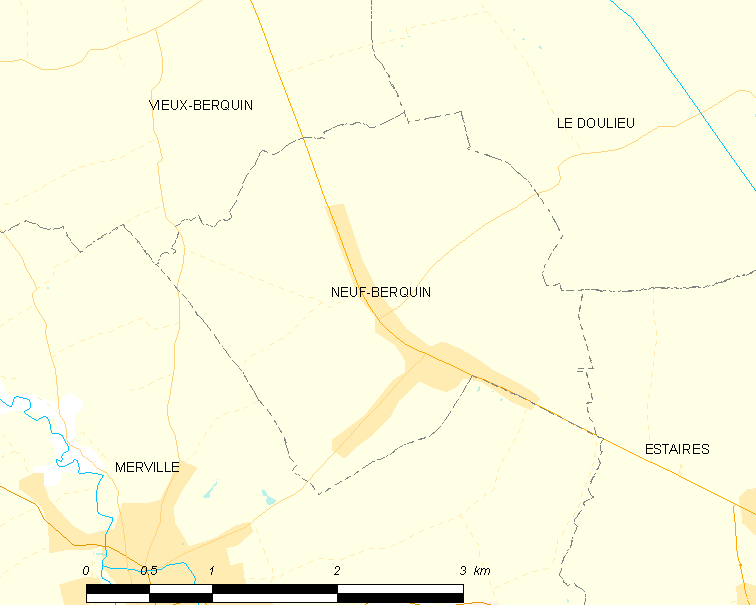
新贝尔坎的OSM定位图

新贝尔坎的时区为UTC+01:00、UTC+02:00（夏令时）。

## 行政
新贝尔坎的邮政编码为59940，INSEE市镇编码为59423。

## 政治
新贝尔坎所属的省级选区为阿兹布鲁克县。

## 人口

1962-2008年间新贝尔坎人口变化图示

新贝尔坎于2022年1月1日时的人口数量为1422人。